# Ernst Bock (Schriftsteller)
Ernst Bock (auch: Ernst Bock-Letter; geboren 14. Juli 1880 in Hannover; gestorben 29. März oder 30. März 1961 in Letter bei Seelze) war ein deutscher Konrektor, Schriftsteller und Heimatforscher.

## Leben
Der 1880 geborene Bock war Sohn eines in Hannover tätigen Hoteliers. Er besuchte zunächst die Volksschule, dann die Präparandenanstalt und durchlief dann das hannoversche Lehrerseminar. Seine erste Stelle als Lehrer trat er 1906 in Ahrenfeld am Kahnstein an, wirkte schließlich bis zum Ende des Zweiten Weltkrieges als Lehrer, zuletzt als Konrektor in Letter.
Bocks schon in der Jugend ausgebildeten Interessen für Natur-, Volks- und Heimatkunde brachten ihn früh mit dem Heimatbund Niedersachsen zusammen, durch den er in Kontakt kam mit Schriftstellern wie beispielsweise Hermann Löns, Heinrich Sohnrey, Börries von Münchhausen, Wilhelm Henze und anderen.
In enger Zusammenarbeit mit dem Niedersächsischen Landesmuseum in Hannover erschloss Bock die Urgeschichte des Ortes Letter. Er veröffentlichte zahlreiche Schriften wie Prosa- und Gedichtsammlungen, teils auch in Plattdeutsch, zur Volks- und Heimatkunde des Calenberger Landes.
Kurz vor seinem Tod im März 1961 wurde Bock mit der Verleihung des Bundesverdienstkreuzes ausgezeichnet. Bocks Urne wurde unter einem aus der Heide stammenden Findling auf dem Neuen Friedhof in Letter beigesetzt.

## Schriften (Auswahl)
- Leitfaden für den Unterricht in der technischen Mechanik an der Staatlichen Gewerbe-Akademie zu Chemnitz,
  - Teil 2: Leitfaden für den Unterricht in der Festigkeitslehre an der Königlichen Gewerbe-Akademie zu Chemnitz, als Maschinenschrift gedruckt, Chemnitz: Pickenhahn, 1914
  - Teil 3: Dynamik, als Maschinenschrift gedruckt, Chemnitz: Adam, 1919
- Löns-Anekdoten. Zusammengetragen von Ernst Bock-Letter, 6.–8. Tausend, Hannover: Gersbach, [1918]; Inhaltsverzeichnis
- Niedersächsischer Blumengarten, Hannover: Gersbach, [1920]; Inhaltsverzeichnis
- Der Schwäbische Bund und seine Verfassungen (1488–1534). Ein Beitrag zur Geschichte der Zeit der Reichsreform (= Untersuchungen zur deutschen Staats- und Rechts-Geschichte, Heft 137), zugleich Philosophische Dissertation an der Universität München, Breslau: M. & H. Marcus, 1927; Inhaltsverzeichnis

als Herausgeber:
- Ein Heimatbuch des alten Landkreises Linden. Sagen, Sitten und Sonstiges,
  - Nachdruck der 1915 in Hannover im Verlag Ernst Geibel (F. Gersbach) erschienenen Ausgabe, Braunschweig: Gerd J. Holtzmeyer Verlag, 1986, ISBN 978-3-923722-19-8 und ISBN 3-923722-19-2; Inhaltsverzeichnis
- Alte Berufe Niedersachsens, mit 12 Bildtafeln, Hannover: Niedersächsische Verlagsgesellschaft, 1926
  - Neudruck der Auflage von 1926, darin das Kapitel Die Dorfmusikanten, Hildesheim: Gerstenberg, 1981, ISBN 978-3-8067-0890-5 und ISBN 3-8067-0890-8
  - 2. Auflage des Neudrucks, Hildesheim: Gerstenberg, 1985, ISBN 978-3-8067-0890-5 und ISBN 3-8067-0890-8
- Ernst Bock, Otto Speckelsen, Adolf Strube: Liederbuch für Volksschulen. Ostpommern, mit Illustrationen von Wilhelm Busch
  - Teil 2: Musikbuch für die oberen vier Jahrgänge, Leipzig: Merseburger & Co., [1942]
- Kalenbarger Vertellse (= Zwischen Moor und Meer, Bd. 3), Hannover: Hahnsche Buchhandlung, 1948